# Supremazia nera
Supremazia nera è la convinzione, e/o la promozione della convinzione che le persone nere siano superiori alle persone di altre origini razziali, e che quindi i neri dovrebbero dominare politicamente i non-neri. Si tratta di un movimento fortemente razzista, similmente allo "White power" dell'estrema destra occidentale.

## Organizzazioni attive

### Nation of Islam
Negli anni trenta emerse la Nation of Islam, che guadagnò prominenza durante gli anni sessanta, quando il carismatico leader (e attivista per i diritti civili dei neri) Malcolm X divenne un portavoce per il movimento. I fondatori del gruppo, "Master Fard" Muhammad e Elijah Muhammad, predicavano la dottrina di Yakub, che sosteneva che l'uomo originario fosse un uomo nero asiatico.